# دايسكي كيشيو
دايسكي كيشيو (岸尾だいすけ كيشيو دايسكي, الكتابة الحقيقية لاسمه:岸尾大輔) هو مؤدي أصوات ياباني ولد في 28 مارس 1974 في محافظة ميه.

## أدواره في الأنمي

### مسلسلات أنمي تلفزيونية
- ديول ماسترز - كوكوجو
- زويدز - فان فلايهايت
- روزاريو + فامباير - تسوكوني آونو
- روزاريو + فامباير CAPU2 - تسوكوني آونو
- فامباير نايت - كانامي كوران
- فامباير نايت Guilty - كانامي كوران
- دي جرايمان - هوارد لينك
- بليتش - هيناغيكو، لوبي
- ون بيس - آيسبرغ (أيام الطفولة)، فيتو، كيوشيرو
- سكول رمبل - كيوسكي إيمادوري
- سكول رمبل:الفصل الدراسي الثاني - كيوسكي إيمادوري
- هيرويك إيج - ميلياغروس
- إينوياشا - هاكّاكو
- إينوياشا: الجزء الأخير - هاكّاكو
- غوين ساغا - فلاي
- فايري تايل - لوكي، توبي أورورتا، سكوربيون
- كروس جيم - كييتشيرو سيندا
- هيتوهيرا - كاي نيشيدا
- دراغون بول كاي - جيس
- دراغون بول سوبر - كابا
- دورارارا!! - كاسوكا هيواجيما
- دورارارا!! ×2 المقدمة - كاسوكا هيواجيما
- إندكس معينة خاصة بالسحر - ميتسوكي أونابارا
- إندكس معينة خاصة بالسحر II - ميتسوكي أونابارا
- ترانسفورمرز إينرجون - كيكر
- الأرجوحة الطائرة - فوكوموتو
- حفيد نوراريهيون: عاصمة الشياطين - إيتاكو
- هيوكا - تاياما
- جاليلي دونا - محامي
- موشيشي: التتمة - إيسازا (وليمة في آخر الغابة)
- مغامرة جوجو الغريبة: ستارداست كروسيدرز - ستيلي دان
- أوبرا المحققين ميلكي هولمز - كاي نيجوري/توينتي
- إندماج الديجيمون - جيريمي تسورغي، ريبمون/بيلزيمون، بلاستمون, مليبيردرامون
- دراماتيكال مردر - تاكاهاشي
- يواموشي بيدال - جونتا تيشيما
- يواموشي بيدال GRANDE ROAD - جونتا تيشيما
- يواموشي بيدال NEW GENERATION - جونتا تيشيما
- وورلد تريغر - يوسكي يونيا
- تيلز أوف زيستيريا ذا كروس - روكورو رانغيتسو
- دانغانرونبا 3: نهاية أكاديمية قمة الأمل - فويوهيكو كوزوريو
- كايتو جوكر - بريزيدنت دي
- هنتر x هنتر (2011) - هانزو
- بوكيمون - أليكس ديفيس
- النمر المقنع W - ريو واكاماتسو
- إيس أتورني - ريتشارد ويلينغتون
- طوكيو غول:re - نيمورا فوروتا

### أنمي الإنترنت
- سيلور مون كريستال - جيدايت

### أوفا أنمي
- ديترويت ميتال سيتي - سويتشي نيغيشي
- سكول رمبل:حصص إضافية - كيوسكي إيمادوري
- سكول رمبل:الفصل الدراسي الثالث - كيوسكي إيمادوري

## أدواره في ألعاب الفيديو
- سلسلة ألعاب ستريت فايتر
  - سوبر ستريت فايتر IV - كودي
  - سوبر ستريت فايتر IV آركيد إديشن - كودي
  - ألترا ستريت فايتر IV - كودي
  - ستريت فايتر V - كودي
- دانغانرونبا 2: غودباي ديسبير - فويوهيكو كوزوريو
- بروجكت X زون 2 - هوتسوما
- تيلز أوف بيرسيريا - روكورو رانغيتسو
- ديجيمون ستوري: سايبر سلوث - أراتا سانادا

## أدواره في الدبلجة اليابانية
- ترانسفورمرز أنيميتد - بامبلبي
- خلطة بيطة بالصلصة - ريمي
- هاري بوتر وسجين أزكابان - ستان شونبيك
- هاي سكول ميوزيكال - زيك بايلور
- ضيف البراري - ضيف
- غلي - بلين أندرسون

## وصلات خارجية
- دايسكي كيشيو على موقع IMDb (الإنجليزية)
- دايسكي كيشيو على موقع ألو سيني (الفرنسية)
- دايسكي كيشيو على موقع ميوزك برينز (الإنجليزية)
- دايسكي كيشيو على موقع قاعدة بيانات الفيلم (الإنجليزية)
- دايسكي كيشيو على موقع كينوبويسك (الروسية)
- دايسكي كيشيو على موقع ANN person (الإنجليزية)